# Bahnhof Dutenhofen
Der Bahnhof Dutenhofen (offiziell: Dutenhofen (Kr Wetzlar)) ist ein Trennungsbahnhof in der hessischen Stadt Wetzlar, Stadtteil Dutenhofen. Er ist neben dem Bahnhof Wetzlar der zweite, wesentlich kleinere Bahnhof der Stadt und befindet sich nördlich des Stadtteils, in unmittelbarer Nähe zur B 49.

## Lage
Die Landstraße zum Dutenhofener See kreuzt die Bahnstrecke innerhalb des Bahnhofs, weshalb sich östlich der Bahnsteige ein Bahnübergang befindet. In Richtung Osten trennen sich einerseits die Dillstrecke nach Gießen und andererseits die Gütergleise, die Gießen umfahren und im Bahnhof Gießen-Bergwald in die Main-Weser-Bahn münden.

## Ausstattung
Der Bahnhof besitzt zwei Bahnsteiggleise an einem Mittelbahnsteig. Zwischen den Richtungsgleisen befindet sich westlich des Bahnsteiges ein Überholgleis. Anlagen für den örtlichen Güterverkehr sind nicht mehr vorhanden. Das ehemalige Empfangsgebäude steht südlich der Gleise. In einem Vorbau ist ein kleines Relaisstellwerk untergebracht, mit dem der Bahnhof seit 1962 gesteuert wird.

## Verkehr
Der Bahnhof ist Reisezughalt für den Mittelhessen-Express (Dillenburg–Frankfurt am Main; RB 40) und für die Regionalbahn auf der Lahntalbahn (Fulda – Alsfeld – Gießen – Limburg; RB 45). Im morgendlichen Berufsverkehr sowie mittags und in der Nacht jeweils ein Main-Sieg-Express (Frankfurt/M. – Gießen – Siegen; RE 99) der HLB an der Station. (Stand 2023)
Zum Fahrplanwechsel 2011/2012 am 11. Dezember 2011 wurde Dutenhofen zum Halt für die Regionalbahnen auf der Lahntalbahn, um das Zugangebot zu verbessern. Zuvor fuhren die Züge der Lahntalbahn ohne Halt durch den Bahnhof. Die Bedienung erfolgt seitdem nicht mehr durch die Deutsche Bahn, sondern durch die Hessische Landesbahn, welche die RB-Leistungen zwischen Gießen und Limburg (Lahn) (RB 45) übernommen hat.
Seit dem Fahrplanwechsel 2014/2015 am 14. Dezember 2014 ist es möglich, am Bahnhof Dutenhofen in die überregionale, die Städte Wetzlar und Gießen verbindende Stadtbuslinie 11 umzusteigen.
Seit dem Fahrplanwechsel 2016/2017 am 11. Dezember 2016 verkehren die Züge der ehemaligen Linie RB 25 (Limburg (Lahn)–Gießen) und der anschließenden ehemaligen RB 35 (Gießen–Fulda) durchgehend als RB 45.
| Linie | Verlauf | Takt                                                  | Betreiber      |
| ----- | --- | ----------------------------------------------------- | -------------- |
| RB 40 | Mittelhessen-Express: Frankfurt (Main) Hbf – Frankfurt (Main) West (– Bad Vilbel) (zweistdl.) – Friedberg (Hess) – Bad Nauheim (– Ostheim (b Butzbach)) (zweistdl.) – Butzbach (– Kirch Göns – Lang Göns – Großen Linden) (zweistdl.) – Gießen – Dutenhofen (Kr Wetzlar) – Wetzlar – Aßlar – Werdorf – Ehringshausen (Kr Wetzlar) – Katzenfurt – Edingen (Kr Wetzlar) – Sinn – Herborn (Dillkr) – Burg (Dillkr) Nord – Niederscheld (Dillkr) Süd – Dillenburg Flügelung in Gießen. Zugteil nach Marburg/Treysa als RB 41. Stand: Fahrplanwechsel Dezember 2021 | 40/80 min (Frankf.–Gießen) 60 min (Gießen–Dillenburg) | HLB Hessenbahn |
| RB 45 | Lahntalbahn/Vogelsbergbahn: Limburg (Lahn) – Eschhofen – Kerkerbach – Runkel – Villmar – Arfurt (Lahn) – Aumenau – Fürfurt – Gräveneck – Weilburg – Löhnberg – Stockhausen (Lahn) – Leun/Braunfels – Solms – Albshausen – Wetzlar – Dutenhofen (Kr Wetzlar) – Gießen – Gießen Licher Straße – Großen Buseck – Reiskirchen (Kr Gießen) – (Saasen – Göbelnrod –) (zweistdl) Grünberg – (Lehnheim –) (zweistdl) Mücke (Hess) – (Nieder-Ohmen –) (zweistdl) Burg- und Nieder-Gemünden – Ehringshausen (Oberhess) – Zell-Romrod – Alsfeld (Oberhess) – Lauterbach (Hess) Nord – Angersbach – Bad Salzschlirf – Großenlüder – Oberbimbach – Fulda Stand: Fahrplanwechsel Dezember 2021 | 60 min                                                | HLB Hessenbahn |

## Zukunft
Es ist geplant, den jetzigen Mittelbahnsteig durch zwei 76 Zentimeter hohe Außenbahnsteige zu ersetzen. Fahrgäste sollen sie über neue Zuwegungen vom Bahnübergang aus erreichen können. Der ursprünglich für 2018 vorgesehene Baubeginn wurde auf 2021 verschoben. Außerdem soll aus der unbefestigten Fläche westlich des Bahnhofsgebäudes ein Park-&-Ride-Parkplatz werden.